# Boechera elkoensis
Boechera elkoensis är en korsblommig växtart som beskrevs av Windham och Al-shehbaz. Boechera elkoensis ingår i släktet indiantravar, och familjen korsblommiga växter. Inga underarter finns listade i Catalogue of Life.